# Typhoniini
De Typhoniini zijn een geslachtengroep van vlinders uit de onderfamilie Typhoniinae van de familie van de zakjesdragers (Psychidae).

## Geslachten
- Aeonoxena Meyrick, 1928
- Bythogenes Meyrick, 1937
- Dissoctena Staudinger, 1859
- Eochorica Rebel, 1940
- Eudissoctena Rebel, 1935
- Eumelasina Kozhanchikov, 1956
- Gymnelema Heylaerts, 1891
- Kalliesia Sobczyk, 2004
- Lasioctena Meyrick, 1887
- Lithopleurota Meyrick, 1939
- Melapsyche Kozhanchikov, 1956
- Mesopolia Walsingham, 1897
- Microcossus Moore, 1887
- Pseudomelasina Sobczyk, 2008
- Trichocossus Hampson, 1910
- Typhonia Boisduval, 1834
- Westia Fletcher & Nye, 1982